# NSK Jugoslavija Niš
Niški sport klub Jugoslavija Niš bio je srbijanski nogometni klub iz Niša.
Nastao je 1926. Klupska boja 1932. bila je crvena, a klupska adresa Obrenovićeva 57. Poglavito su ga činili Nišlije koji su živjeli oko Starog monopola Duvanske industrije Niš i Staroga groblja pod Goricom. Tijekom Drugog svjetskog rata djelovao je pod imenom Srbija. Prestankom okupacije klubu je zabranjen rad.